# (100006) 1987 DA7
(100006) 1987 DA7 es un asteroide perteneciente a asteroides que cruzan la órbita de Marte, descubierto el 28 de febrero de 1987 por Henri Debehogne desde el Observatorio de La Silla, Chile.

## Designación y nombre
Designado provisionalmente como 1987 DA7.

## Características orbitales
1987 DA7 está situado a una distancia media del Sol de 2,040 ua, pudiendo alejarse hasta 2,660 ua y acercarse hasta 1,419 ua. Su excentricidad es 0,304 y la inclinación orbital 4,216 grados. Emplea 1064 días en completar una órbita alrededor del Sol.

## Características físicas
La magnitud absoluta de 1987 DA7 es 15,7.